# Donkere bos-hypothese
De donkere bos-hypothese (Engels: dark forest hypothesis) is een hypothese die stelt dat het heelal vol zit met buitenaardse beschavingen die zich bewust stilhouden en verborgen blijven, uit angst voor wederzijdse vernietiging. De donkere bos-hypothese is een van de mogelijke oplossingen van de fermiparadox. De mens zendt al meer dan honderd jaar bewust en onbewust signalen de ruimte in, maar heeft tot op de dag van vandaag geen antwoord gekregen. De donkere bos-hypothese kan verklaren waarom we nog niets van buitenaardse wezens hebben gehoord.

## Sciencefictionverhaal
De hypothese wordt uitgelegd in de sciencefictionserie Remembrance of Earth's Past van Liu Cixin. In het eerste deel van deze serie, Het drielichamenprobleem (The Three-Body Problem, later verfilmd), ontdekt de mensheid dat een buitenaardse beschaving, de Trisolaranen, op weg is naar de Aarde nadat het bestaan van de Aarde per ongeluk is onthuld. In het tweede deel, Het donkere woud (The Dark Forest), ontdekt astronoom Luo Ji dat het universum als een donker bos is waarin beschavingen stil blijven uit angst om vernietigd te worden zodra ze hun locatie prijsgeven. Hij bevestigt deze theorie door een signaal naar een verre ster te sturen die daarna wordt vernietigd. Da Shi, een goede maat van Luo Ji, ziet snel welk probleem de mensheid heeft veroorzaakt. In het 'donkere bos', waar iedereen stil moet blijven om veilig te zijn, gedraagt de mens zich als een kind dat hard roept: "Hier ben ik!" bij een groot vuur. Hierdoor maakt de mensheid zichzelf kwetsbaar. Met de kennis van de donkere bos-hypothese dreigt Luo Ji de positie van Trisolaris bekend te maken, waardoor de aanval op Aarde tijdelijk wordt uitgesteld. De Aarde en Trisolaris komen terecht in een staat van vrede die is gebaseerd op het mechanisme van wederzijdse vernietiging als afschrikmiddel.

## Waarschijnlijkheid

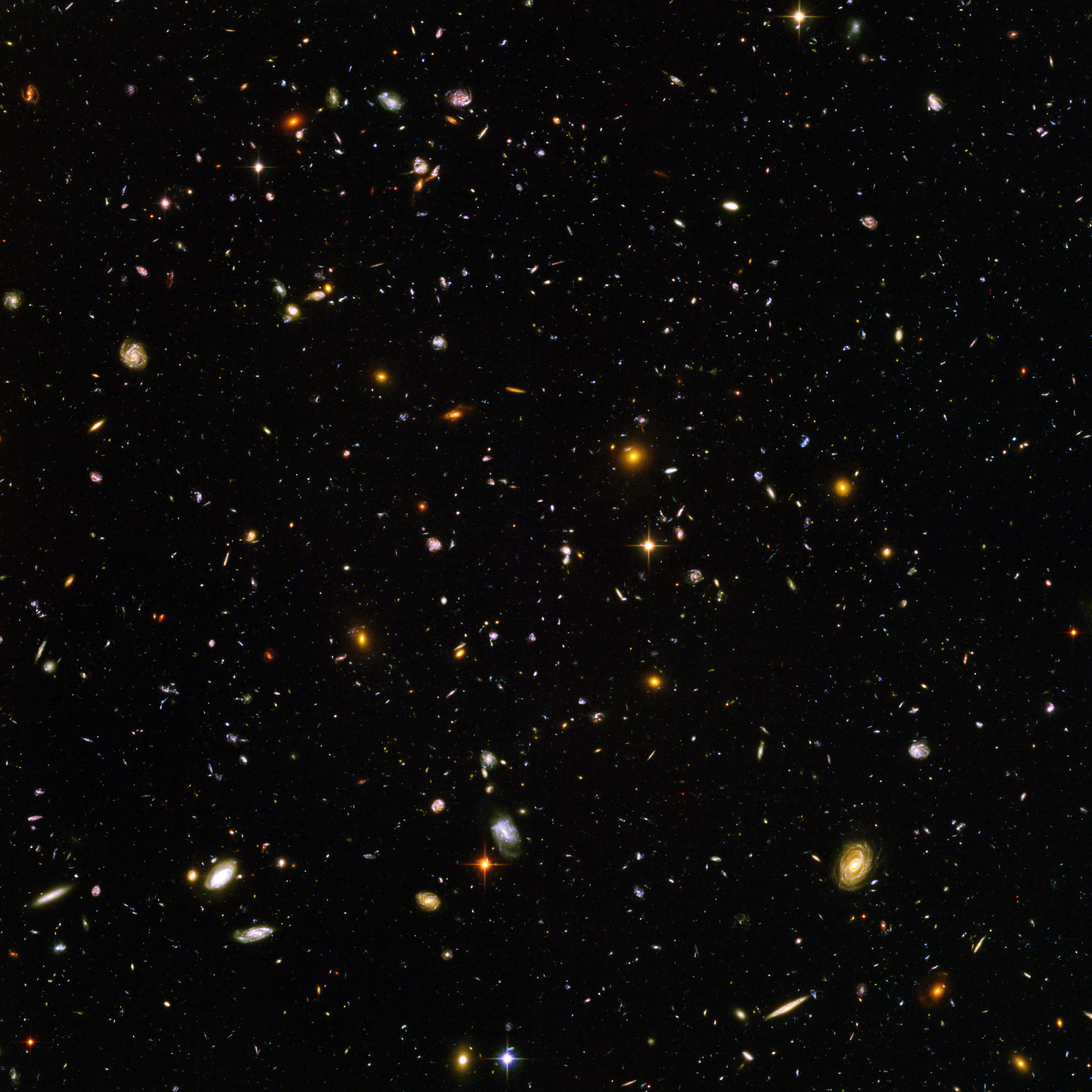
Volgens de donkere bos-hypothese zouden er talloze buitenaardse beschavingen zijn in het heelal, maar zouden ze expres stil blijven om niet ontdekt en vernietigd te worden

Van alle voorgestelde oplossingen van de fermiparadox zeggen experts dat de donkere bos-hypothese minder waarschijnlijk is, omdat het niet logisch zou zijn dat alle buitenaardse wezens stil blijven uit angst. Net zoals op aarde zijn er verschillende soorten gedrag. Sommige groepen zijn juist agressiever, anderen pacifistischer, weer anderen nieuwsgierig of teruggetrokken. Het is dus goed mogelijk dat sommige buitenaardse wezens zich wel laten zien. Als er één is die zich laat zien, zal dat 'donkere bos' veranderen in een helder kampvuur dat wij kunnen zien.
Volgens Thomas Hobbes zijn mensen in hun natuurlijke toestand wantrouwend en strijden ze om te overleven. Omdat ze zichzelf willen beschermen, gaan ze ervan uit dat anderen slechte bedoelingen hebben. Daarom laten zowel de donkere bos-hypothese als de stellingname van Hobbes zien dat het verzwakken van anderen en jezelf beschermen de veiligste strategie is. Als communicatie over grote afstanden in de ruimte onmogelijk is en beschavingen elkaar uit voorzorg zouden kunnen aanvallen uit angst zelf aangevallen te worden, dan zou een geavanceerde beschaving die ons waarneemt een sterke reden hebben om ons eerst aan te vallen, voordat wij hen aanvallen. In een 'donker bos' zou ons voortbestaan dan erg onwaarschijnlijk zijn. Want waarom bestaan we dan nog? De meest logische verklaring zou zijn dat er een of meer redenen zijn waarom buitenaardse beschavingen ons niet aanvallen.